# Vuelo 6560 de First Air
El vuelo 6560 de First Air fue un vuelo chárter operado por la aerolínea First Air con un Boeing 737-200 que realizaba la ruta Yellowknife-Resolute y se estrelló el 20 de agosto de 2011 a unos 2 km de Resolute, Canadá. De las 15 personas que viajaban a bordo, 11 pasajeros y 4 tripulantes, 12 murieron y 3 resultaron heridas. Todos a bordo eran de nacionalidad canadiense.
Los tres supervivientes fueron un hombre de 48 años, una mujer de 23 años y una niña de 7 años, que fueron evacuados en soportes medicalizados a Iqaluit. La última llamada de radio fue recibida a las 12:40 CDT (17:40 UTC) estando el avión en ese momento, de acuerdo con First Air, a unos 8 km del Aeropuerto de Resolute Bay, y se estrelló unos diez minutos más tarde.

## Avión
El avión involucrado fue el Boeing 737-200 con registro C-GNWN y número de serie 21067, voló por primera vez el 2 de mayo de 1975 y fue entregado a Wien Air Alaska el 14 de mayo de 1975.

## Accidente
El vuelo había salido del aeropuerto de Yellowknife en un vuelo chárter nacional a Resolute Bay. Durante la aproximación a la pista 35T, la aeronave impactó una colina a 396 pies sobre el nivel del mar y aproximadamente 1 milla náutica al este del punto medio de la pista del aeropuerto Resolute Bay que, en sí misma, se encuentra a 215 pies sobre el nivel del mar.
La tripulación había iniciado un recorrido 2 segundos antes del impacto. En este momento, los flaps se colocaron en la posición 40, el tren de aterrizaje estaba abajo y bloqueado, la velocidad era de 157 nudos y la lista de verificación de aterrizaje final estaba completa.
En las horas previas al accidente, el clima en Resolute Bay era variable con fluctuaciones en la visibilidad y el techo de nubes. Cuarenta minutos antes del accidente, la visibilidad era de 10 millas en llovizna ligera con un cielo nublado a 700 pies sobre el nivel del suelo. Una observación meteorológica tomada poco después del accidente informó una visibilidad de 5 millas con llovizna ligera y neblina con un techo nublado de 300 pies sobre el nivel del mar.

## Investigación
El accidente será investigado por la Oficina de la Seguridad en el Transporte de Canadá. De acuerdo con el portavoz, la investigación estaba en sus primeras etapas y no estaba claro cuáles habían sido las causas del accidente. Los investigadores se encontraban en la fase preliminar de las averiguaciones, pero aún se hallaban lejos de conocer las causas del suceso tomando en cuenta la presencia del simulacro de desastre aéreo previo.

## Reporte final
Después de dos años y siete meses de investigación, la TSB emitió su informe final sobre el accidente, mencionando 18 causas y factores contribuyentes que ocasionaron el accidente:
- El inicio tardío y la gestión posterior del descenso dieron como resultado que la aeronave tomara la aproximación final a 600 pies por encima de la senda de planeo, lo que aumentó la carga de trabajo de la tripulación y redujo su capacidad para evaluar y resolver el problema. Problemas de navegación durante el resto de la aproximación.
- Cuando se estableció la referencia de rumbo de los sistemas de brújula durante el descenso inicial, hubo un error de -8°. Por razones indeterminadas, una mayor desviación de la brújula durante la llegada y la aproximación dio lugar a errores de brújula de al menos -17° en la aproximación final.
- Cuando la aeronave salió del viraje hacia la aproximación final a la derecha del localizador, el capitán probablemente hizo una entrada de balanceo de la rueda de control que hizo que el piloto automático volviera de la captura VOR/LOC al modo MAN y HDG HOLD. La tripulación no detectó el cambio de modo.
- Al salir del giro, el indicador de situación horizontal del capitán mostraba un rumbo de 330°, lo que proporcionaba un ángulo de intercepción inicial percibido de 17° a la pista del localizador de entrada de 347°. Sin embargo, debido al error de la brújula, el rumbo real de la aeronave era 346°. Con 3° de deriva del viento a la derecha, la aeronave divergió más a la derecha del localizador.
- La carga de trabajo de la tripulación aumentó a medida que intentaron comprender y resolver la ambigüedad de la divergencia de la vía, que era incongruente con el ángulo de intercepción percibido y los resultados esperados.
- Sin ser detectados por los pilotos, los directores de vuelo probablemente volvieron al modo de intercepción de APLICACIÓN AUTOMÁTICA cuando la aeronave pasó a través de 2.5° a la derecha del localizador, proporcionando guía de balanceo al rumbo seleccionado (comando de nivel de alas) en lugar del localizador (izquierda-comando de giro).
- Una divergencia en los modelos mentales degradó la capacidad de la tripulación para resolver los problemas de navegación. El comando de nivel de alas del director de vuelo probablemente le aseguró al capitán que el ángulo de intercepción era suficiente para devolver la aeronave al rumbo seleccionado; sin embargo, el primer oficial probablemente le dio más importancia a la información de posición de la barra de seguimiento y el GPS.
- La atención de la tripulación se dedicó a solucionar el problema de navegación, que retrasó la configuración de la aeronave para el aterrizaje. Esta resolución de problemas era una tarea adicional, normalmente no asociada con esta fase crítica del vuelo, que aumentó la carga de trabajo.
- El primer oficial le indicó al capitán que tenían una desviación total del localizador. En ausencia de una fraseología estándar aplicable a su situación actual, tuvo que improvisar la sugerencia de ida y vuelta. Aunque la deflexión total es un estado no deseado de la aeronave que requiere un giro, el capitán continuó la aproximación.
- La tripulación no mantuvo una conciencia situacional compartida. A medida que continuaba la aproximación, los pilotos no comunicaron de manera efectiva su percepción, comprensión y proyección futura del estado de la aeronave.
- Aunque la compañía tenía una política que requería una vuelta inmediata en caso de que una aproximación fuera inestable por debajo de los 1000 pies sobre la elevación del campo, no se inició ninguna vuelta. Esta política no se había puesto en práctica con ninguna orientación de procedimiento en los procedimientos operativos estándar.
- El capitán no interpretó la declaración del primer oficial de 3 millas y no configurada como una guía para iniciar una vuelta. El capitán continuó la aproximación y pidió pasos adicionales para configurar la aeronave.
- El primer oficial estaba saturado de tareas, por lo que tenía menos tiempo y capacidad cognitiva para desarrollar y ejecutar una estrategia de comunicación que haría que el capitán cambiara su curso de acción.
- Debido al estrechamiento de la atención y la saturación de tareas, es probable que el capitán no tuviera una visión general de alto nivel de la situación. Esta falta de visión general comprometió su capacidad para identificar y gestionar el riesgo.
- La tripulación inició una maniobra de ida y vuelta después de que ocurriera la alerta de tasa de hundimiento del sistema de advertencia de proximidad al suelo, pero no hubo suficiente altitud y tiempo para ejecutar la maniobra y evitar la colisión con el terreno.
- El primer oficial hizo muchos intentos de comunicar sus preocupaciones y sugerir una vuelta. Fuera de la regla de las dos comunicaciones, no se proporcionó ninguna guía para abordar una situación en la que el piloto que vuela responde pero no cambia un curso de acción inseguro. En ausencia de políticas o procedimientos claros que permitan a un primer oficial pasar de un rol de asesor a tomar el control, este primer oficial probablemente se sintió inhibido de hacerlo.
- La gestión de los recursos de la tripulación de la tripulación fue ineficaz. La formación inicial y periódica de First Air en gestión de recursos de la tripulación no proporcionó a la tripulación suficientes estrategias prácticas para ayudar con la toma de decisiones y la resolución de problemas, la comunicación y la gestión de la carga de trabajo.
- Las adaptaciones de los procedimientos operativos estándar en el vuelo dieron como resultado una comunicación ineficaz de la tripulación, un aumento de la carga de trabajo que condujo a la saturación de tareas y una ruptura en la conciencia de la situación compartida. Las actividades de supervisión de la aerolínea no detectaron las adaptaciones del procedimiento operativo estándar dentro de la base de la tripulación del avión.

## Dramatización
El accidente del vuelo 6560 fue dramatizado en "Death in the Arctic", un episodio de la temporada 14 de la serie documental canadiense Mayday: Catástrofes Aéreas, distribuida internacionalmente.